# Unisław (gmina)
Pour les articles homonymes, voir Unisław.
Unisław est une gmina rurale du powiat de Chełmno, Couïavie-Poméranie, dans le centre-nord de la Pologne. Son siège est le village d'Unisław, qui se situe environ 18 km au sud de Chełmno, 25 km au nord-ouest de Toruń, et 28 km à l'est de Bydgoszcz.
La gmina couvre une superficie de 72,45 km2 pour une population de 6 766 habitants.

## Géographie
La gmina inclut les villages de Błoto, Bruki Kokocka, Bruki Unisławskie, Głażewo, Gołoty, Grzybno, Kokocko, Raciniewo, Stablewice et Unisław.
La gmina borde les gminy de Chełmno, Dąbrowa Chełmińska, Kijewo Królewskie, Łubianka, Pruszcz et Zławieś Wielka.